# Fasmofobia
La fasmofobia è definita come la paura dei fantasmi (da non confondere con spettrofobia o eisoptrofobia).
Essa è una fobia persistente in alcuni individui che, specialmente nelle ore notturne, trovano difficoltà ad addormentarsi. La paura è di vedere le anime di persone defunte. È più comune nei bambini.
Talvolta i soggetti affetti da fasmofobia soffrono anche di insonnia.